# Sörtjärnen (Lycksele socken, Lappland, 720776-160983)
Sörtjärnen är en sjö i Lycksele kommun i Lappland och ingår i Umeälvens huvudavrinningsområde. Sjön har en area på 0,0667 kvadratkilometer och ligger 333,5 meter över havet.

## Delavrinningsområde
Sörtjärnen ingår i det delavrinningsområde (721195-160538) som SMHI kallar för Ovan Stenträskbäcken. Medelhöjden är 334 meter över havet och ytan är 61,27 kvadratkilometer. Räknas de 2 avrinningsområdena uppströms in blir den ackumulerade arean 86,17 kvadratkilometer. Lycksabäcken som avvattnar avrinningsområdet har biflödesordning 2, vilket innebär att vattnet flödar genom totalt 2 vattendrag innan det når havet efter 201 kilometer. Avrinningsområdet består mestadels av skog (76 procent) och sankmarker (17 procent). Avrinningsområdet har 0,58 kvadratkilometer vattenytor vilket ger det en sjöprocent på 0,9 procent.